# Acvilă de munte
Acvila de munte , numită și pajură, aceră sau aciră este una dintre păsările de pradă cele mai cunoscute și mai răspândite pe pământ. La fel ca și alte specii de acvilă, aparține genului Aquila și familiei Accipitridae. Aria de răspândire cuprinde mare parte din America de Nord, Eurasia și nordul Africii. Menține populații chiar și în mai multe insule: Marea Britanie, cele din Marea Mediterană, Japonia și Vancouver. Totuși populația în Europa Centrală s-a redus datorită activității umane și în unele locuri specia a dispărut deși înainte era prezentă.
În prezent, Europa Occidentală mai are populații stabile în Scoția, Norvegia, Alpi, Italia și Peninsula Iberică, totuși în 2001 au fost liberate 35 exemplare în Irlanda (unde specia a dispărut la începutul secolului al XX-lea). În America de Nord se observă de asemenea un regres al speciei, dar mai puțin grav decât în Europa, în rest distribuția rămâne stabilă. Acvila de munte este una dintre păsările cele mai folosite la vânătoare, în Asia Centrală.

## Descriere
La fel ca majoritatea pasărilor de pradă, femelele sunt mai mari decât masculii, putând ajunge la un metru lungime de la cioc până la coadă și doi metri anvergura aripilor.
Penajul este castaniu închis, schimbându-se în auriu pe cap și gât, alb pe umeri și la extremitatea cozii. Între indivizii tineri, albul este mai abundent decât cenușiul, culori care se inversează cu vârsta. Această specie este inclusă între așa numitele acvile încălțate, picioarele sunt acoperite cu fulgi în loc să fie acoperite cu o piele solzoasă ca majoritatea acvilelor.
Acvila de munte vânează din aer. Pentru a reuși este echipată cu arme tipice de pasăre răpitoare: puternice picioare terminate cu gheare bine dezvoltate, cioc încovoiat, mare forță, viteză și o ascuțită percepție vizuală pentru a localiza prada la sute de metri distanță. Prăzile pe care le poate prinde sunt de toate mărimile: șoareci, iepuri, marmote, păsări terestre și zburătoare, vulpi, pisici, chiar iezi și indivizi batrâni sau bolnavi a căprilor sălbatice, cerbilor, mistreților, lupilor. În Alpi chiar circulau istorii vechi de atacuri de acvile excepțional de mari care au atacat copii.

## Reproducerea

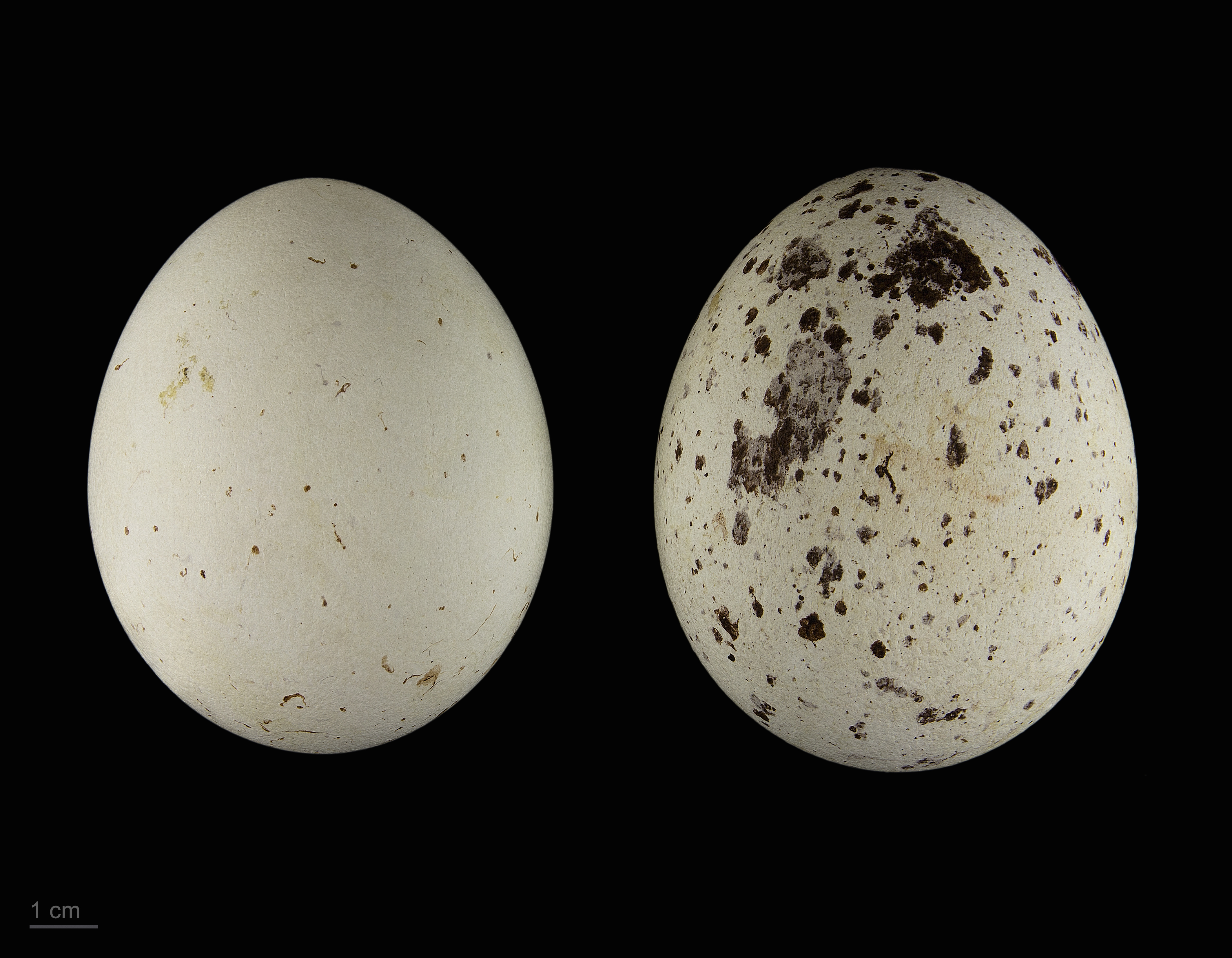
Aquila chrysaetos - MHNT

Acvilele aurii sunt monogame. Construiesc mai multe cuiburi pe teritoriul lor și folosesc în fiecare an altul prin rotație. Cuibul are o structură foarte simplă. Baza cuibului se construiește cu trei ramuri groase, iar pe acestea se așează alte ramuri mai subțiri. În funcție de zonă fac cuibul în arbori înalți sau pe stânci abrupte. În fiecare an pe cuibul ales adaugă material nou, uneori după câțiva ani de folosință cuibul poate ajunge la 1,5 m înalțime și 2 m diametru.
Epoca de reproducție variază de la o zonă la alta între ianuarie și martie și se poate produce în același teritoriu unde trăiesc tot timpul anului sau pot emigra pentru a se reproduce. După împerechere femela depune 1, 2 ouă pe care le incubează timp de 45 zile, din care ies pui acoperiți de puf alb. În cazul în care apar doi pui în cuib, doar unul ajunge la maturitate, cel care rupe primul coaja oului, realizând primul zbor la cca. 50 zile. Fratele mai debil moare înainte, neglijat de părinți sau este expulzat de fratele mai puternic.
Tinerii sunt alimentați de părinți în cuib până devin independenți. Pot să mănânce aceleași alimente pe care le consumă adulții, totuși de multe ori părinții vâneaza mai multe păsari decât mamifere pentru pui. Acest lucru se datorează probabil faptului ca păsările sunt digerate mai ușor de către pui.

## Subspecii
Potrivit clasificărilor, se pot diferenția 5-6 subspecii de acvile aurii, care diferă în diferite aspecte sau comportament (de exemplu, caracter migratoriu sau sedentar):
- A. c. homeyeri: Peninsula Iberică și nordul Africii.
- A. c. chrysaetos: restul Europei și Rusia până în Siberia.
- A. c. daphanea: Asia centrală, unde se cunoaște ca Berkut.
- A. c. japonica: Coreea și Japonia.
- A. c. kamtschatica: Siberia Orientală, care cuprinde ocazional și subspecia chrysaetos.
- A. c. canadensis: America de Nord până la peninsula California de jos și deșertul Sonora.
- A. c. simurgh: Subspecie dispărută, de mari dimensiuni, care a trăit în timpul Pleistocenului și Holocenul Timpuriu în insula Creta. Simurgh este unul din numele pasării Roc, pasăre mitologică atât de mare încât putea ridica un elefant pentru a-l devora în cuibul său. În acele timpuri, pe insulă exista o specie de elefant pitic, și este probabil că nașterea acestui mit se datorează observării aceastei pasări vânând pui de Proboscideo.

## Simbolistică

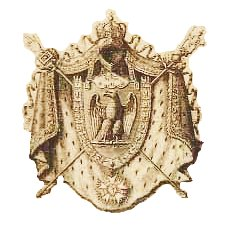
Emblema Primului Imperiu francez

În Antichitate, acvila de munte era simbol de valoare și putere datorita forței ei, marimii și inaccesibilității cuibului său. În mitologia greacă și romană s-a transformat timpuriu în unul dintre simbolurile lui Zeus/Jupiter, regele zeilor. În vechea Romă s-a convertit repede dintr-un simbol religios în unul militar și politic, ca emblemă a imperiului. De câte ori o legiune romană marșăluia, un soldat numit aquilifero mergea înainte purtând un stindard coronat cu sigla SPQR și acvila de munte.
Din Roma acvila de munte (acvila romană) a fost preluat de Bizanț, unde s-a convertit în acvila bicefală. Un cap reprezenta vechiul imperiu de apus, iar celălalt cap simboliza noul imperiu al Constantinopolului. Când Carol cel Mare a restaurat Sfântul Imperiu Roman (Sacrum Romanum Imperium), acesta a preluat acvila bicefală, dar în era Habsburgilor au preferat s-o înlocuiască cu acvila de câmp, Aquila heliaca. În timpul evului mediu multe case nobiliare au adoptat acvila de munte (vulturul regal) ca emblemă, decorând astfel blazoanele multor familii. În ziua de azi, Germania are ca simbol acvila de munte în locul acvilei de câmp.
La căderea Constantinopolului în 1453, mai multe case regale din Europa Orientală au adoptat acvila de munte (acvila bizantină) ca emblemă, cu scopul de a se consfinți ca moștenitori ai Imperiului Roman de Răsărit. Din acest motiv, vulturul bizantin a fost emblema Imperiului Rus, iar astăzi apare în centrul steagului albanez.

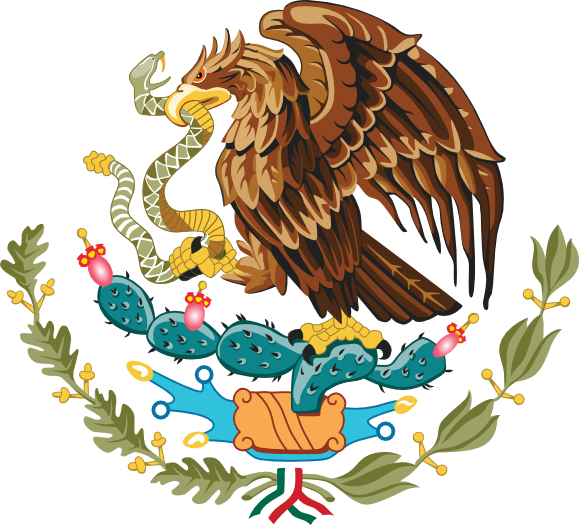
Scutul Național Mexican

Vulturul monocefal a fost utilizat ca emblemă în timpul efemerului Prim Imperiu Francez. Înaintea lor, ideea a fost copiată de părinții independenței Statelor Unite ale Americii. Totuși, ca să sublinieze venirea noii puteri americane, a fost înlocuit cu vulturul cu cap alb. Acvila din steagul Mexicului, în schimb, nu se aseamănă cu emblemele imperiilor europene, ci este moștenitoarea legendei fondării orașului Tenochtitlan orașul Mexico, din acest motiv nu apare în pozitie heraldică, ci devorând un șarpe.
În Biserica Catolică, acvila de munte este simbolul Sfântului Ioan, cel mai tânăr dintre apostoli. Când Papa Alexandru al VI-lea a dat titlu de Regi Catolici monarhilor din Spania în 1496, de asemenea i-a autorizat să adauge pe scutul spaniol acvila Sfântului Ioan. Acvila a rămas pe scutul spaniol în diferite perioade din istoria sa. Ultima dată a fost în timpul dictaturii lui Francisco Franco.
În unele țări islamice, cum ar fi Egiptul și Irakul, se folosește și acvila lui Saladin, folosită în timpul sultanului Saladin, emblemă utilizată în timpul cruciadelor. Simbolul poate fi asociat curentelor panarabiste deoarece Saladin a readus Ierusalimul în mâna musulmanilor și a unificat Orientul Apropiat.